# Барретт (город, Миннесота)
Барретт (англ. Barrett) — город в округе Грант, штат Миннесота, США. На площади 5,4 км² (5,3 км² — суша, 0,1 км² — вода), согласно переписи 2002 года, проживают 355 человек. Плотность населения составляет 66,5 чел./км².
- Телефонный код города — 320
- Почтовый индекс — 56311
- FIPS-код города — 27-03682[1]
- GNIS-идентификатор — 0639644[2]